# Phomopsis diospyri
Phomopsis diospyri är en svampart som först beskrevs av Pier Andrea Saccardo, och fick sitt nu gällande namn av Traverso & Spessa 1910. Phomopsis diospyri ingår i släktet Phomopsis och familjen Diaporthaceae.   Inga underarter finns listade i Catalogue of Life.